# بورنه، افریسل
بورنه، افریسل (به هلندی: Borne) یک منطقهٔ مسکونی در هلند است که در افریسل واقع شده‌است. بورنه ۱۵ متر بالاتر از سطح دریا واقع شده‌است.

## خواهرخوانده
شهرهای راین (آلمان) و تراکای خواهرخوانده‌های بورنه، افریسل هستند.